# Attentati di Hyde Park e Regent's Park
Gli attentati di Hyde Park e Regent's Park avvennero il 20 luglio 1982 a Londra. Membri dell'Provisional Irish Republican Army (IRA) fecero detonare due bombe durante le cerimonie dell'esercito britannico a Hyde Park e a Regent's Park.
L'esplosione uccise 11 militari: quattro soldati dei Blues & Royals a Hyde Park e sette membri della banda militare dei Royal Green Jackets a Regent's Park. Nell'attacco furono uccisi anche sette cavalli dei Blues & Royals. Uno dei cavalli gravemente ferito, Sefton, sopravvisse e successivamente comparve in programmi televisivi e gli fu assegnato il premio di "Horse of the Year".
Nel 1987, Gilbert "Danny" McNamee fu condannato a 25 anni di carcere per aver costruito la bomba esplosa a Hyde Park. In seguito all'Accordo del Venerdì Santo fu rilasciato dopo dodici anni di carcere e successivamente la sua condanna fu annullata. Nel 2013, John Downey fu accusato per quattro omicidi in relazione all'attentato a Hyde Park, il suo processo iniziò nel gennaio 2014, ma terminò il mese successivo in seguito a una decisione legale su una lettera inviatagli dalla polizia in cui gli veniva assicurato che non sarebbe stato processato in relazione all'attentato. Nessuno è mai stato incolpato riguardo all'attentato di Regent's Park.

## Gli attentati

### Attentato di Hyde Park
Alle 10:40 del mattino, una bomba artigianale con chiodi esplose nel bagaglio di una Morris Marina blu parcheggiato sulla South Carriage Drive nell'Hyde Park. La bomba conteneva 25 lb (11 kg) di gelignite e 30 lb (14 kg) di chiodi. La bomba esplose mentre passava la processione dei soldati della Household Cavalry, che si dirigevano dalle loro caserme in Knightsbridge all'Horse Guards Parade per eseguire il cambio della guardia. Tre soldati dei Blues and Royals rimasero uccisi sul colpo e un altro, il portabandiera, morì tre giorni dopo in seguito alle ferite subite. Altri soldati della processione furono gravemente feriti, così come dei civili. Sette cavalli del reggimento furono uccisi o dovettero essere abbattuti a causa delle ferite subite. Si pensa che la bomba di Hyde Park sia stata fatta detonare in remoto da un membro dell'IRA che si trovava nel parco.

### Attentato di Regent's Park
Il secondo attacco si verificò alle 12:55 del pomeriggio, quando esplose una bomba piazzata sopra a un palco da orchestra in Regent's Park, su cui si trovavano trenta membri della banda militare dei Royal Green Jackets, che stavano suonando musiche tratte dall'Oliver! a un pubblico di circa 120 persone.
Sei membri della banda furono uccisi sul colpo, un settimo morì a causa delle ferite il 1º agosto e i rimanenti rimasero feriti. Almeno otto civili furono feriti. La bomba era stata piazzata diverso tempo prima sotto al palco e fu fatta detonare da un timer. A differenza di quella in Hyde Park e pare sia stata progettata in modo da causare danni minimi al pubblico.

## Conseguenze
Un totale di 22 persone fu ricoverato in ospedale, 18 soldati, un ufficiale di polizia e tre civili. L'IRA si attribuì la responsabilità degli attacchi citando deliberatamente il discorso del primo ministro Margaret Thatcher di alcuni mesi prima all'ingresso del Regno Unito nella guerra delle Falklands. Affermarono che: "Il popolo irlandese aveva diritti sovrani e nazionali che nessuna forza d'occupazione poteva spegnere". In risposta all'attentato la Thatcher disse: "Questi crimini insensibili e codardi sono stati commessi da uomini malvagi e brutali, che non sanno niente di democrazia. Non avremo riposo fino a che non li porteremo alla giustizia."
Gli attentati ebbero un impatto negativo sul supporto pubblico negli Stati Uniti per la causa repubblicana irlandese.
Sefton, un cavallo che sopravvisse all'attentato di Hyde Park nonostante le gravi ferite subite, divenne famoso dopo essere comparso in numerose trasmissioni televisive e gli venne assegnato l'Horse of the Year. Michael Pedersen, il cavaliere di Sefton al momento dell'attentato, sopravvisse ma soffrì di disturbo da stress post-traumatico, si separò dalla moglie e si suicidò nel settembre 2012, dopo aver ucciso due suoi figli.
Un memoriale segna il punto dell'attentato di Hyde Park bombing e le truppe lo onorano giornalmente al passaggio con un saluto a spade sguainate. Una placca che commemora le vittime è stata posata nel luogo dell'attentato in Regent's Park.

## Processi
Nell'ottobre 1987 il ventisettenne Gilbert "Danny" McNamee, della Contea di Armagh, fu condannato dal tribunale all'Old Bailey a 25 anni di prigione per il suo ruolo in alcuni attentati, tra cui quello di Hyde Park. Nel dicembre 1998 poco dopo il suo rilascio dalla Maze prison in seguito all'Accordo del Venerdì Santo tre giudici corti d'appello della Corte d'Inghilterra e del Galles annullarono la sua condanna ritenendola "incerta" perché erano state tenute nascoste esami di impronte digitali che implicavano altri costruttori di bombe. Affermarono che sebbene la condanna fosse stata incerta, questo non significava necessariamente che McNamee fosse stato innocente.
Il 19 maggio 2013 il sessantunenne John Anthony Downey, dalla Contea di Donegal, fu accusato di omicidio in relazione all'attentato di Hyde Park e di aver voluto causare un'esplosione che avrebbe potuto mettere in pericolo vite umane. Apparve in collegamento video all'Old Bailey dalla prigione di Belmarsh per un'udienza per la cauzione il 24 maggio senza che richiedesse la libertà su cauzione e quindi fu rinviato in custodia. In un'udienza del 1º agosto 2013 Downey fu concessa la libertà provvisoria su cauzione e un processo fu programmato per il gennaio 2014.
Il 24 gennaio Downey comparve all'Old Bailey per l'inizio del processo, dove si dichiarò non colpevole delle quattro accuse di omicidio e dell'intenzione di causare un'esplosione. Il 25 febbraio 2014 fu rivelato che il processo era stato cancellato dopo che il giudice che lo presiedeva aveva deciso il 21 febbraio che una lettera inviata dal Police Service of Northern Ireland a Downey nel 2007, assicurandogli che non avrebbe affrontato accuse criminali per gli attentati. Sebbene l'assicurazione fosse stata fatta per sbaglio e la polizia se ne fosse accorta, non era mai stata ritirata e il giudice decide che pertanto l'accusato era stato ingannato e procedere con il processo sarebbe stato un abuso del potere esecutivo. Downey è uno dei 187 sospettati dell'Ira che ricevettero lettere che gli garantivano non ufficialmente un'immunità dai processi.